# Семейство Калинкови
„Семейство Калинкови“ е български 12-сериен телевизионен игрален филм (семеен) от 1966 година на режисьорите Димко Захариев, Лиляна Пенчева (Епизоди Ах и тези чувства и Диалог между десет и дванадесет), по сценарий на Николай Хайтов и Йордан Радичков (Епизод Утрешни хора). Оператори са Васил Керанов (Епизод Нов ден, нов късмет), Христо Тотев (Епизоди Ах, тези чувства, Зимна приказка, Мони от XI б, Дъщерята на Калинкови), Христо Вълев (Епизод Наследството), Стефан Кебапчиев (епизод Утрешни хора), Ненчо Червенков (епизод Сватбари), Здравко Добрев (епизод Щастлива вечер), Георги Карайорданов (епизод Прощална вечер) и Йордан Стоянов (епизод Комисия за любов). Художник е Христо Тодоров, а редактор на филма Христо Леонтиев.

## Серии
- 1. серия – „Наследството“ – 35 минути
- 2. серия – „Нов ден, нов късмет“ – 26 минути
- 3. серия – „Утрешни хора“ – 29 минути
- 4. серия – „Сватбари“ – 27 минути
- 5. серия – „Ах, тези чувства“ – 32 минути
- 6. серия – „Зимна приказака“ – 35 минути
- 7. серия – „Мои от XI б“ – 33 минути
- 8. серия – „Комисия от любов“ – 33 минути
- 9. серия – „Щастлива вечер“ – 35 минути
- 10. серия – „Диалог между десет и дванадесет“ – 28 минути
- 11. серия – „Незавършилият танц“ – 31 минути
- 12. серия – „Прощална вечер“ – 25 минути [1].

## Сюжет
Семейство Калинкови е първият български сериал.

## Актьорски състав
| Изпълнител            | Роля                                            |
| --------------------- | ----------------------------------------------- |
| Иван Кондов           | Калин Калинков, професор по хирургия            |
| Георги Черкелов       | Мирко Калинков                                  |
| Елена Хранова         | баба Рилка, майката на Калин и Мирко            |
| Николай Дойчев        | дядо Динко, съсед на баба Рилка                 |
| Пенка Василева        | баба Гина, жена на дядо Динко                   |
| Стоян Стойчев         | Рачо, син на дядо Динко и баба Гина             |
| Александър Балабанов  | Рангел, син на дядо Динко и баба Гина           |
| Мария Русалиева       | Севда / администраторка на хотел                |
| Гинка Станчева        | Катя, дъщерята на Мирко                         |
| Кунка Баева           | Анна Калинкова, жената на Мирко                 |
| Камен Захариев        | Чавдар, внук на Мирко                           |
| Йорданка Кузманова    | Бистра, жената на Калин                         |
| Иван Несторов         | Радослав, съпругът на Олга                      |
| Татяна Лолова         | фризьорката Олга, дъщеря на Мирко и Анна        |
| Людмила Чешмеджиева   | Венета, приятелка на Бистра                     |
| Жоржета Чакърова      | Диана, приятелка на Бистра                      |
| Мартин Минков         | Чавдар                                          |
| Андрей Чапразов       | зъболекарят д-р Виктор Симеонов, бащата на Мони |
| Пенка Мандаджиева     | Диди Симеонова, майката на Мони                 |
| Димитър Иванов        | Мони, синът на Виктор и Диди                    |
| Георги Калоянчев      | селянинът Филип                                 |
| Никола Анастасов      | администратор на хотел                          |
| Виолета Декало        | хазайката                                       |
| Кирил Кавадарков      | Пешев                                           |
| Анани Явашев          | учителят Татаров                                |
| Лили Попиванова       | учителката Ченкова                              |
| Михаил Михайлов       | Добрев, зам.-директорът на училището            |
| Красимира Казанджиева | Доганова                                        |
| Любомир Бъчваров      | колегата                                        |
| Валентина Борисова    | Станка                                          |
| Петър Пейков          | Тинко                                           |
| Владимир Николов      | тв журналист                                    |
| Катя Баева            |                                                 |
| Александър Притуп     | Радослав                                        |